# Дюрюи, Жан Виктор
Виктор Жан Дюрюи (фр. Victor Jean Duruy; 1811—1894) — французский историк и государственный деятель, член Французской академии.
Учился в Высшей нормальной школе. Был преподавателем истории, инспектором парижского учебного округа, генеральным инспектором среднего образования, с 1863 до 1869 год министром народного просвещения.
Важнейшие его реформы: расширение бесплатности начального обучения, создание специального среднего образования (enseignement secondaire spécial), развитие женских учебных заведений, увеличение числа высших школ, включение в программы среднеучебных заведений новых языков и обязательного преподавания гимнастики.
Сыновья: Альбер (1844—1887) — писатель; Жорж (1853—1918) — историк и романист.

## Сочинения
- «Géographie politique de la République romaine et de l’Empire» (1838);
- «Géographie historique du moyen âge» (1839); id.
- «De la France» (1840);
- «Histoire des Romains et des peuples soumis à leur domination» (1843—1844), впоследствии переделанное в более обширный труд, составляющий главную работу Дюрюи:
- «История римлян с древнейших времен до смерти Феодосия» (Histoire des Romains depuis les temps les plus reculés jusqu'à la mort de Théodose, 1883—1886);
- «Histoire de France» (1852);
- «Histoire des Grecs» (1887—1889).

Сочинения В. Дюрюи в переводах на русский язык
- Дюрюи В. Краткая история средних веков. СПб., 1897.
- Дюрюи В. Всеобщая история / Пер. с доп. [и с предисл.] А.С. Груздева. Т. 1–3. СПб., 1904.
- Дюрюи В. История Франции с древнейших времен. Т. 1–2. Минск – Смоленск, 2014.